# Washington Tree

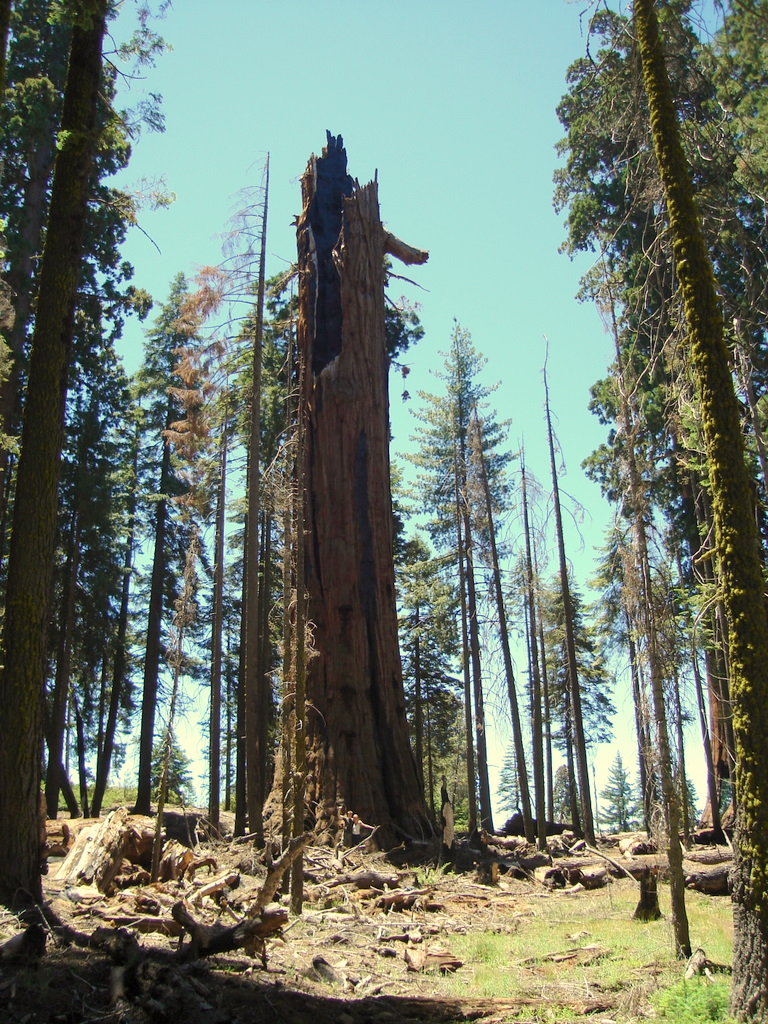
De Washington Tree in 2007.

De Washington Tree is een reuzensequoia in het Sequoia National Park in de Amerikaanse staat Californië. In het deel van het park waar de boom staat, het Giant Forest, staan vijf van de tien grootste bomen ter wereld. De Washington Tree, vernoemd naar president George Washington, was de op een na grootste boom ter wereld totdat hij in januari 2005 afbrak.

## Meting in 1999
In de 20e eeuw waren de afmetingen van de boom vastgesteld op een hoogte van 77,6 meter, een omtrek van 30,8 meter aan de voet en een geschat volume van 1355 kubieke meter.
In 1999 werd de boom onderzocht door wetenschappers van de Humboldt State University en University of Washington. Zij maten een hoogte van 77,3 meter en een diameter van 9,1 meter aan de grond. Het totale volume van de stam werd geschat op 1357 kubieke meter. Ze ontdekten een grote holte in de stam, 35 meter hoog en met een diameter van 3 meter. Deze holte, die vermoedelijk is ontstaan door schimmelinfecties, was toegankelijk via een opening 58 meter boven de grond. De betekenis van deze ontdekking was dat de berekende hoeveelheid hout met 133 kubieke meter naar beneden moest worden bijgesteld en dat de boom minder solide bleek dan hij zich voordeed.

## 21e eeuw
In september 2003 werd de boom getroffen door blikseminslag. De parkwachters besloten niet in te grijpen en de natuur haar gang te laten gaan. De boom verloor een aanzienlijk deel van zijn kroon aan het vuur, waarbij de hoogte werd gereduceerd tot 70 meter.
In januari 2005 bezweek de resterende kruin van de gehavende boom onder een grote lading sneeuw. De boom verloor meer dan de helft van zijn hoogte, het merendeel van zijn takken en een groot deel van de stam, inclusief het eerder ontdekte holle gedeelte. Tot een hoogte van 35 meter bleef de boom overeind staan, waarmee een zestal aanzienlijke takken in de top behouden bleef. Ook in deze toestand kan de boom nog tientallen of honderden jaren doorleven. Andere sequioa's hebben soortgelijke beschadigingen overleefd met minder gebladerte.
De Washington Tree maakt geen deel meer uit van de top tien van grootste bomen, maar de National Park Service neemt hem nog steeds in zijn overzichten op vanwege het beleid om het boomvolume te meten alsof de bomen in onbeschadigde staat verkeren.